# Barkley Shut Up and Jam!
Barkley Shut Up and Jam! — компьютерная игра 1994 года (спортивный симулятор баскетбола), выпущенная в 1994 году для платформ Super NES, Atari Jaguar и Sega Mega Drive, разработанная компанией Accolade. В игре принимает участие бывший игрок Матча всех звёзд НБА Чарльз Баркли, выступающий на баскетбольных площадках различных городов. Игровой процесс похож на NBA Jam.
Японская версия игры называется Barkley’s Power Dunk.
В 1995 году было выупщено продолжение: Barkley Shut Up and Jam! 2.
Фанами игры в 2008 году была выпущена JRPG под названием Barkley, Shut Up and Jam: Gaiden.

## Игровой процесс
Игрок вместе с товарищем может играть в уличный баскетбол (2 команды из 2 человек против друг друга). Судей нет, нарушить правила нельзя.

## Восприятие
Оценки критиков разошлись. Обозреватель GamePro поставил высокую оценку, указав на хорошее управление и привлекательность игрового процесса. Обозреватель Game Players, напротив, низко оценил управление и графику, а также указал на низкое качество искусственного интеллекта компьютерных противников. Обозреватель The Video Game Critic поставил низкую оценку, указав на плохую графику и звук, а также на наличие игр лучшего качества в том же жанре.